# Mistrovství Evropy v zápasu řecko-římském 1947
Mistrovství Evropy v zápasu řecko-římském 1947 se konalo v Praze, Československo. 

## Výsledky

### Muži
| Kategorie | Zlato                 | Stříbro           | Bronz               |
| --------- | --------------------- | ----------------- | ------------------- |
| 52 kg     | Bertil Sundin         | Mohamed El-Uard   | Lennart Viitala     |
| 57 kg     | Mahmud Hasan          | Reidar Merli      | Lorentz Freij       |
| 62 kg     | Olle Anderberg        | Ferenc Tóth       | František Kotrbatý  |
| 67 kg     | Gösta Frändfors       | Armenak Jaltyrjan | Celal Atik          |
| 73 kg     | Yaşar Doğu            | Gösta Andersson   | Vjačeslav Kožarskij |
| 79 kg     | Nikolaj Bělov         | Muhlis Tayfur     | Axel Grönberg       |
| 87 kg     | Konstantine Koberidze | Gyula Kovács      | Karl-Johan Wong     |
| +87 kg    | Johannes Kotkas       | Mustafa Çakmak    | Pauli Riihimäki     |